# 尹太珍
尹太珍（： Yoon Tae-Jin ，1987年11月25日—)，常被誤寫為尹泰真，韓國KBS N體育台女主播。

## 學歷
- 梨花女子大學舞蹈學士
- 首爾江南區中心高中畢業
- 忠州中央小學畢業

## 經歷
- 2010年6月1日	KBS	《早間廣場》
- 2012年 KBS N Sports 《Sports人，名不虛傳》
- 2012年 KBS N Sports 《足球的故事 足球話》
- 2012年 KBS N Sports 《我愛棒球》
- 2014年 KBS N Sports 《籃球M》
- 2016年 SBS Power FM 《배성재의 텐》

## 綜藝出演
- 2016年 TvN Society Game。
- 2016年 Mnet 看見你的聲音第二季第13集。

## 獲獎紀錄
- 2010年全国大赛獎。
- 2015年有線電視體育明星流行獎。

## 出版物
- 寫真集：《戀愛》[2] （ISBN：9788994194905）（攝影師：Rotta）

## 外部連結
- 尹太珍的Instagram帳戶
- 尹太珍的Facebook專頁
- 尹太珍的X（前Twitter）